# De Alchemia
De Alchemia ist eine frühe Sammlung alchemistischer Schriften, zuerst erschienen 1541 in Nürnberg und herausgegeben von Johannes Petreius. Eine zweite, erweiterte Auflage erschien 1550 in Frankfurt (Drucker Cyriacus Jacobus).

## Hauptteil
Der volle Titel lautet: De Alchemia. Opuscula complura veterum philosophorum. Unter den Texten ist das wichtige alchemistische Werk eines nicht bekannten Verfassers Rosarium philosophorum mit seinen Illustrationen (in der zweiten Auflage 1550), die Summa Perfectionis von Pseudo-Geber und die Tabula Smaragdina von Hermes Trismegistos.
Das Rosarium philosophorum, das in vielen Handschriften erhalten ist und am Ende des 14. oder Anfang des 15. Jahrhunderts verfasst wurde, behandelt in Form einer Zitatsammlung (Florilegium) führender alchemistischer Autoritäten (wie Zosimos von Panopolis, Ibn Umail, Chalid ibn Yazid, als Hali, Pseudo-Arnaldus von Villanova, Alphidius, Pseudo-Lull, Pseudo-Geber, Albertus Magnus) und mit erläuternden Versen die Vorbereitung des Steins der Weisen, mit allegorischen Illustrationen (Bildgedicht Sol und Luna), die z. B. die Vereinigung des männlichen und weiblichen Prinzips zeigen. Es ähnelt dem zuerst in Deutsch 1582 gedruckten Donum Dei und wurde von Carl Gustav Jung zu dessen psychologischen Interpretationen der Alchemie herangezogen. Es wurde als Kompendium der Alchemie hochgeschätzt, war eine Hauptquelle für Atalanta fugiens (1617) von Michael Maier und der Autor wurde von Isaac Newton zu den besten alchemistischen Autoren gezählt. Der Abdruck in De Alchemie ist die Editio Princeps. Handschriften sind in Leiden, Dresden (von 1529), Darmstadt, Gotha, Marburg, Kassel, St. Gallen (Vadiana), in der Vatikanbibliothek und der Pariser Nationalbibliothek.
Petraeus ruft in seiner Ausgabe von 1541 dazu auf, ihm weitere Texte einzuschicken, was der Beginn einer Sammeltätigkeit war, die zu einer ganzen Anzahl von Sammlungen alchemistischer Texte führte, unter anderem Artis auriferae und gipfelnd im Theatrum Chemicum.

## Inhalt der Ausgabe 1541
- Geber (Pseudo-Geber). De investigatione perfectionis metallorum, Liber I.
- Geber. Summæ perfectionis metallorum, sive perfecti magisterij, Libri II.
- Geber. De inventione veritatis seu perfectionis metallorum. Liber I.
- Geber. De fornacibus construendis. Liber I.
- (Roger Bacon): Speculum alchemi<ae> Rogerij Bachonis.
- (Ricardus Anglicus): Correctorium alchemiae Richardi Anglici.
- Rosarius minor, de alchemia, incerti authoris[6]
- (Chalid ibn Yazid) Liber secretorum alchemiæ Calidis filij Iazichi Iudæi.
- Tabula smaragdina de alchemia, Hermetis Trismeg.
- (Hortulanus)  Hortulani philosophi, super Tabulam smaragdinam Hermetis commentarius.

## Inhalt der Ausgabe 1550
Teil 1:
- Correctio Fatuorum (von Ricardus Anglicus).
- Clangor Buccinae.
- Semita Semitæ.[7]
- (Pseudo-Avicenna) Avicenna, De tinctura metallorum.
- (Pseudo-Lull) Lullius, Compendium animæ transmutationis.
- Scala Philosophorum.
- Opus mulierum, Tractatulus, sive ludus puerorum.
- (Pseudo-Lull) Lullius, De Tincturis compendium, seu Vade Mecum.
- (Pseudo-Aristoteles) Aristoteles, Tractatulus de Practica lapidis Philosophici.

Teil 2:
- Rosarium philosophorum